# Paul Arne Skajem
Paul Arne Skajem (Oslo, 1º dicembre 1958) è un ex sciatore alpino norvegese.

## Biografia
Specialista delle prove tecniche, Skajem ottenne il primo piazzamento in Coppa del Mondo il 13 gennaio 1980 a Kitzbühel in slalom speciale (7º) e ai successivi XIII Giochi olimpici invernali di Lake Placid 1980, sua unica presenza olimpica, si classificò 24º nello slalom gigante e 11º nello slalom speciale; il 28 marzo 1981 conquistò a Laax in slalom gigante il suo miglior piazzamento in Coppa del Mondo (4º) e l'anno dopo ai Mondiali di Schladming 1982 fu 9º nello slalom speciale. Il suo ultimo piazzamento agonistico fu l'11º posto ottenuto nello slalom speciale di Coppa del Mondo disputato il 23 febbraio 1983 a Tärnaby; dopo il ritiro è divenuto commentatore sportivo per la rete televisiva norvegese NRK.

## Palmarès

### Coppa del Mondo
- Miglior piazzamento in classifica generale: 45º nel 1981

### Campionati norvegesi
- 5 medaglie[senza fonte] (dati parziali fino alla stagione 1977-1978):
  - 2 ori (slalom gigante nel 1981; slalom speciale nel 1983)[1]
  - 1 argento (slalom gigante nel 1982)
  -  2 bronzi (combinata nel 1978; slalom speciale nel 1980)[senza fonte]